# Seseli tschuiliense
Seseli tschuiliense är en flockblommig växtart som beskrevs av Nikolai Vasilievich Pavlov och Jevgenij Korovin. Seseli tschuiliense ingår i släktet säfferötter, och familjen flockblommiga växter. Inga underarter finns listade i Catalogue of Life.